# Aaron Smith
Aaron Luke Smith (n. Palmerston North, Manawatu-Wanganui, el 21 de noviembre de 1988) es un jugador neozelandés de rugby, que juega para la selección nacional internacionalmente.
Su posición es la de Medio scrum para los Toyota Verblitz de la Japan Rugby League One. Smith jugó para los Māori All Blacks en 2010, y fue seleccionado por primera vez para los All Blacks en 2012.

## Trayectoria deportiva
Smith debutó para Manawatu en la Air New Zealand Cup de 2008 a los 19 años de edad, consiguiendo varias apariciones como sustituto para los Turbos. Esto incluyó la histórica victoria 25–24 sobre Canterbury en la primera ronda y el empate 38–38 con Waikato en la segunda ronda. Smith y su compañero también debutante, Aaron Cruden en ambas ocasiones, fueron sustituidos juntos mostrando su potencial compensando deficiencias con su brillantez. Se convertirían en una de las mejores combinaciones 9–10 en la competición durante los cuatro años siguientes y más tarde fueron seleccionados juntos para los All Blacks en 2012.[cita requerida]
Para la Air New Zealand Cup de 2009, Smith se estableció como apertura titular de Manawatu, empezando los 13 partidos a lo largo de la temporada y anotando su primer ensayo representativo. Siguió en la ITM Cup de 2010, y se estableció como uno de los más destacados aperturas en la competición, lo que le valió un contrato en el Super Rugby.[cita requerida]
En la ITM Cup de 2011, Smith siguió mejorando y tuvo una exitosa temporada, anotando cinco ensayos y ayudando así a un equipo Manawatu mejorado que alcanzó la final del campeonato.[cita requerida]
Smith fue incluido en el grupo de entrenamiento de los Blues para la temporada de Super Rugby 2014, pero no intervino en ningún partido de este equipo con sede en Auckland.
Para la temporada de Super Rugby 2011, Smith firmó con los Highlanders, entrenados por Jamie Joseph, quien previamente había sido su entrenador con los Maoríes de Nueva Zelanda. Smith tuvo una exitosa primera temporada, superando a Sean Romans para el trabajo como apoyo al apertura titular Jimmy Cowan, e intervino en 12 partidos, en 3 de ellos saliendo como titular.

### Internacional
Debido a sus buenas actuaciones con Manawatu, Smith, de ascendencia Ngāti Kahungunu, fue seleccionado para jugar con los Maoríes de Nueva Zelanda para las series del Centenario, 2010. Salió como sustituto contra los New Zealand Barbarians después de que Chris Smylie se fracturara el pómulo, y comenzó como titular en las históricas victorias del equipo contra Irlanda e Inglaterra.
Tras una exitosa temporada con los Highlanders en la temporada de Super Rugby 2012, Smith debutó con los All Blacks el 9 de junio de 2012, contra Irlanda en los tests de mediados de año. Para la temporada de 2013, Smith se había convertido en el medio scrum titular del equipo nacional.
Seleccionado para la Copa Mundial de Rugby de 2015 participó en el primer partido, contra Argentina, anotando un ensayo que dio la vuelta al marcador en el minuto 56, poniéndolo en 16-17; acabó ganando Nueva Zelanda 26-16.
Formó parte del equipo que ganó la final ante Australia por 34-17, entrando en la historia del rugby al ser la primera selección que gana el título de campeón en dos ediciones consecutivas.
Smith formaba parte del núcleo duro del seleccionador Steve Hansen, que formó parte de los All Blacks en la Copa Mundial de Rugby de 2019 en Japón donde desplegaron un brillante juego en el que ganaron todos los partidos de la primera fase excepto el partido contra Italia que formaba parte de la última jornada de la primera fase,que no se disputó debido a la llegada a Japón del Tifón Hagibis.
En cuartos de final se enfrentaron a Irlanda, partido con cierto morbo porque el XV del trébol había sido el único que había sido capaz de vencer a los All Blacks en los últimos años. Sin embargo, Nueva Zelanda desplegó un gran juego y venció por un amplio resultado de 46-14.
En semifinales jugaron ante Inglaterra donde se formó cierta polémica debido a la formación utilizada en forma de uve por el XV de la rosa a la hora de recibir la haka de los All Blacks. El partido fue posiblemente el mejor que se pudo ver en todo el campeonato, donde vencieron los ingleses por el marcador de 19-7. Smith una vez más fue una pieza fundamental para Hansen ya que jugó 5 partidos siendo titular en todos ellos, donde anotó dos ensayos, ambos en el partido que ganaron a Irlanda.

#### Participaciones en Copas del Mundo
| Mundial                       | Sede       | Resultado     | PJ | Tries |
| ----------------------------- | ---------- | ------------- | -- | ----- |
| Copa Mundial de Rugby de 2015 | Inglaterra | Campeón       | 6  | 1     |
| Copa Mundial de Rugby de 2019 | Japón      | Tercer puesto | 5  | 2     |

### Palmarés y distinciones notables
- Super Rugby 2015
- Rugby Championship 2012
- Rugby Championship 2013
- Rugby Championship 2014
- Rugby Championship 2016
- Rugby Championship 2017
- Rugby Championship 2018
- Copa Mundial de Rugby 2011
- Copa Mundial de Rugby de 2015